# Orchomene dicipiens
Orchomene dicipiens är en kräftdjursart. Orchomene dicipiens ingår i släktet Orchomene och familjen Lysianassidae. Inga underarter finns listade i Catalogue of Life.